# Légion espagnole
Pour les articles homonymes, voir Légion étrangère (homonymie) et Légion.

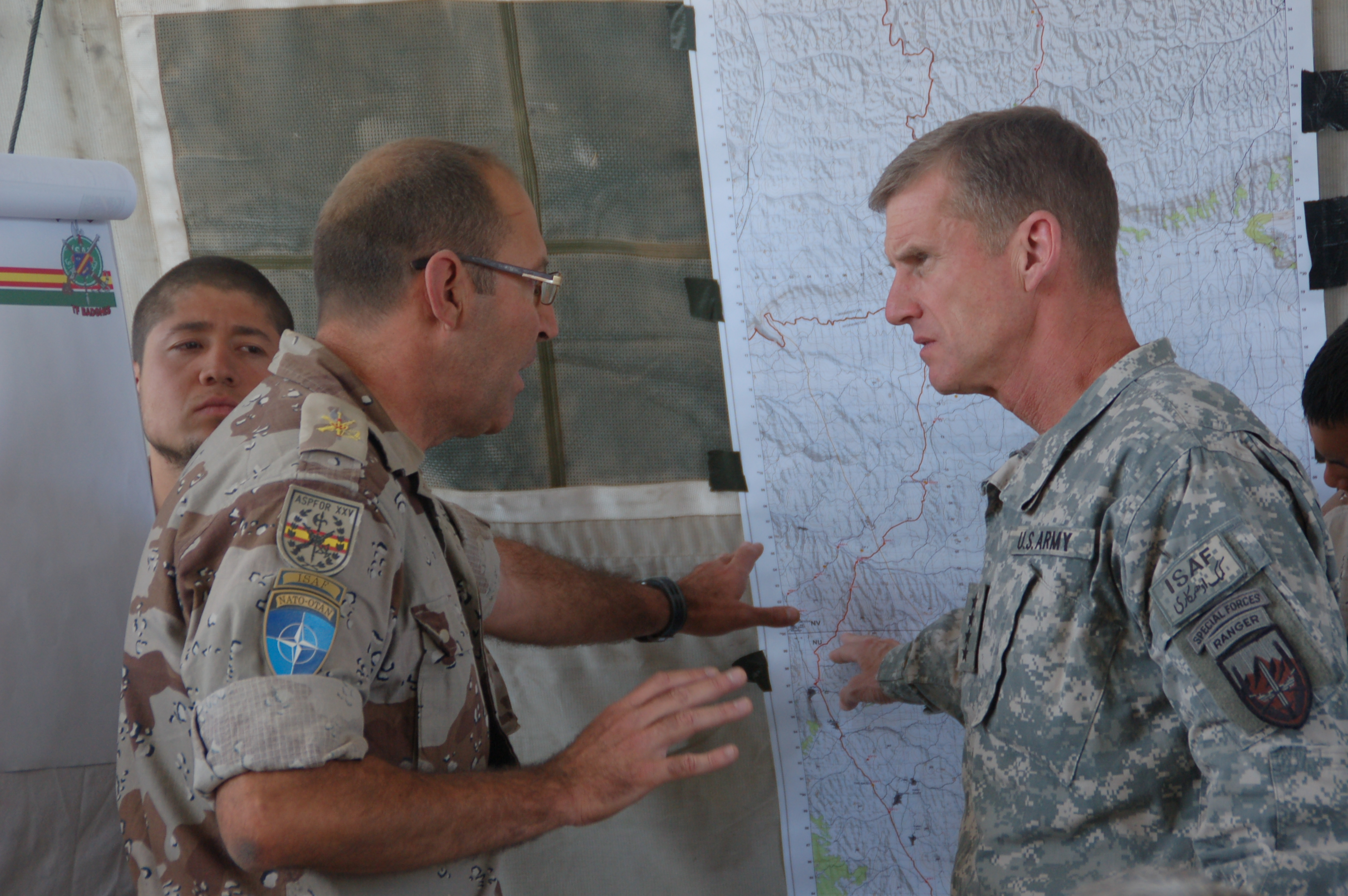

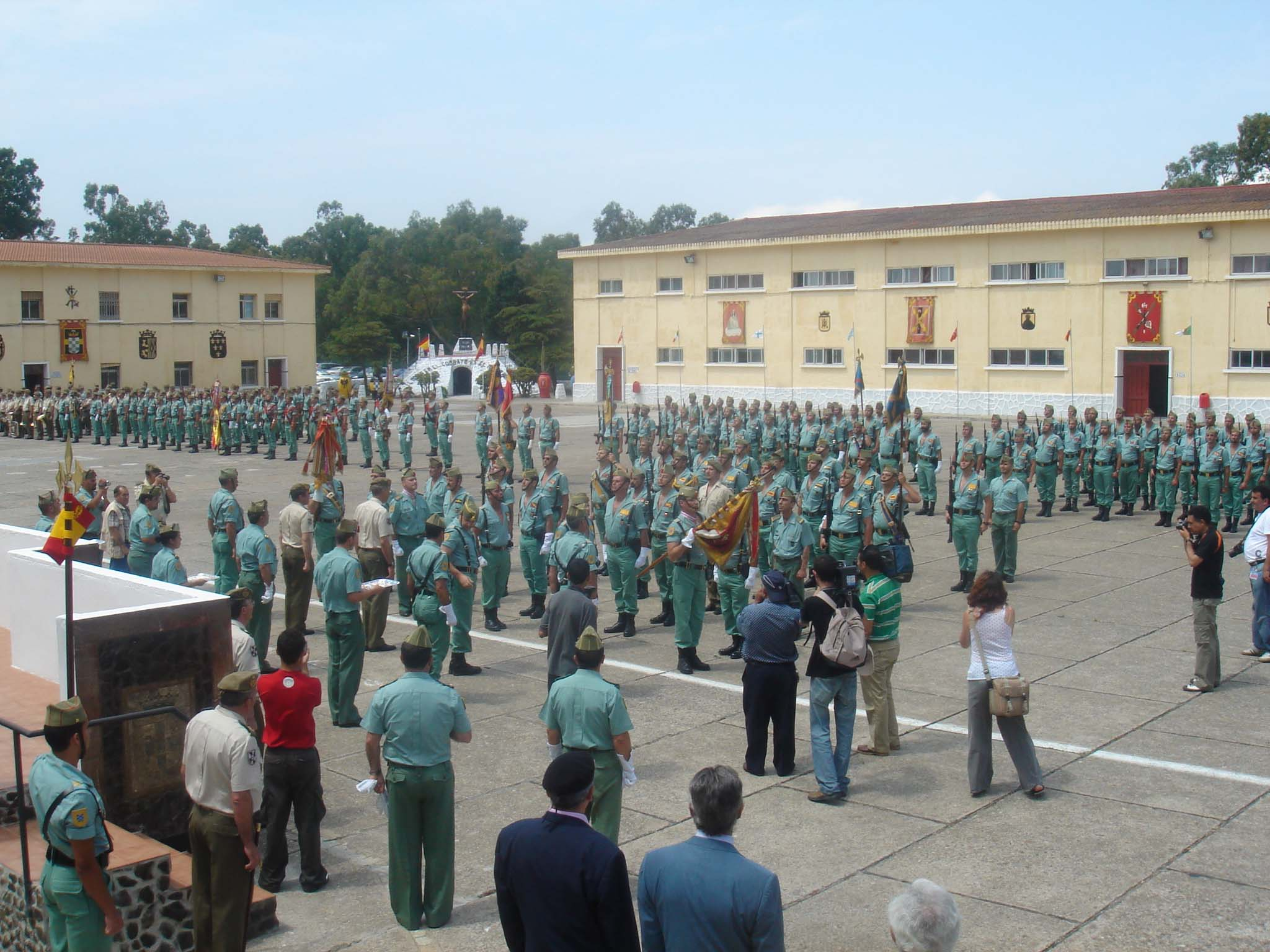

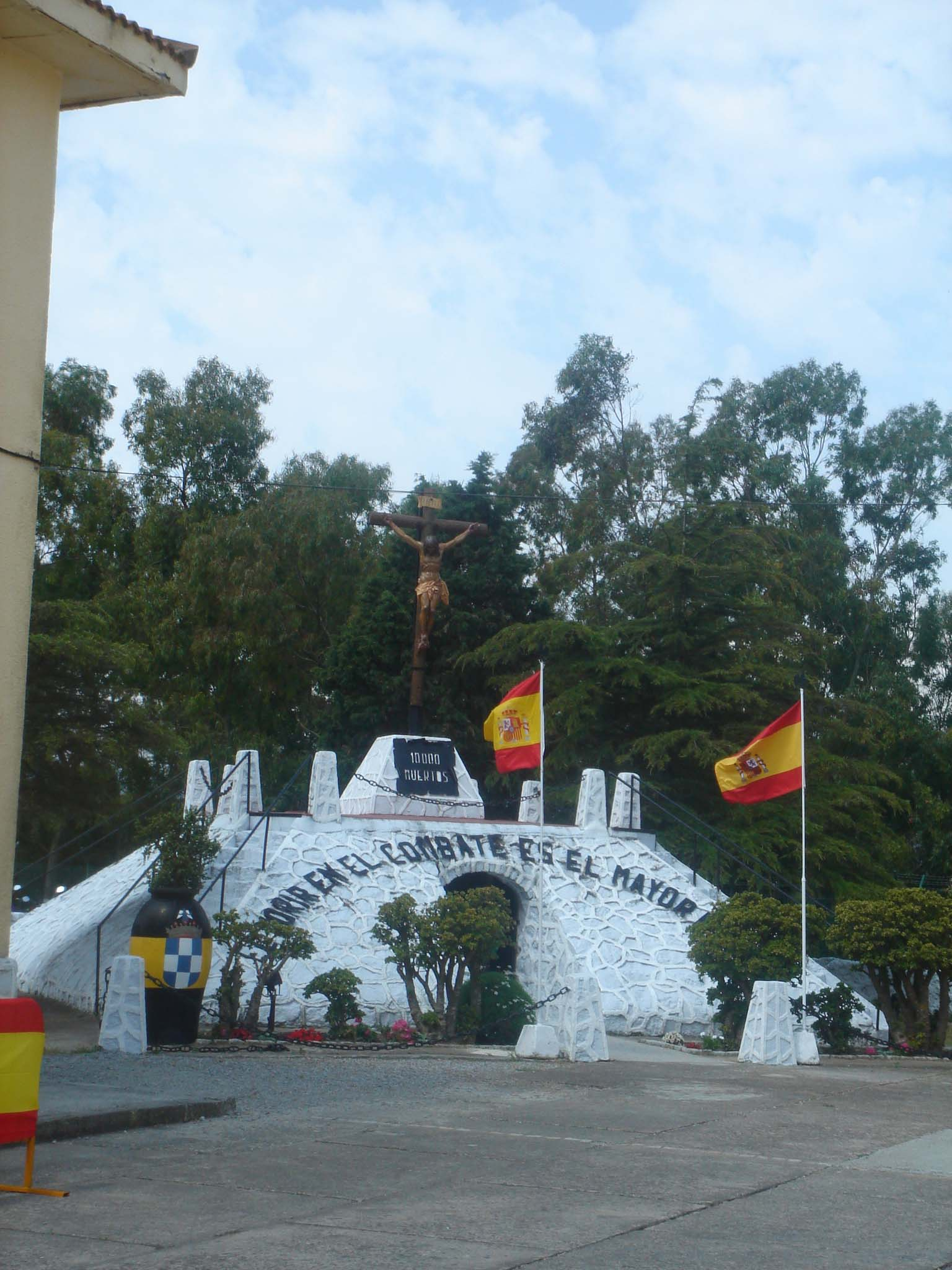

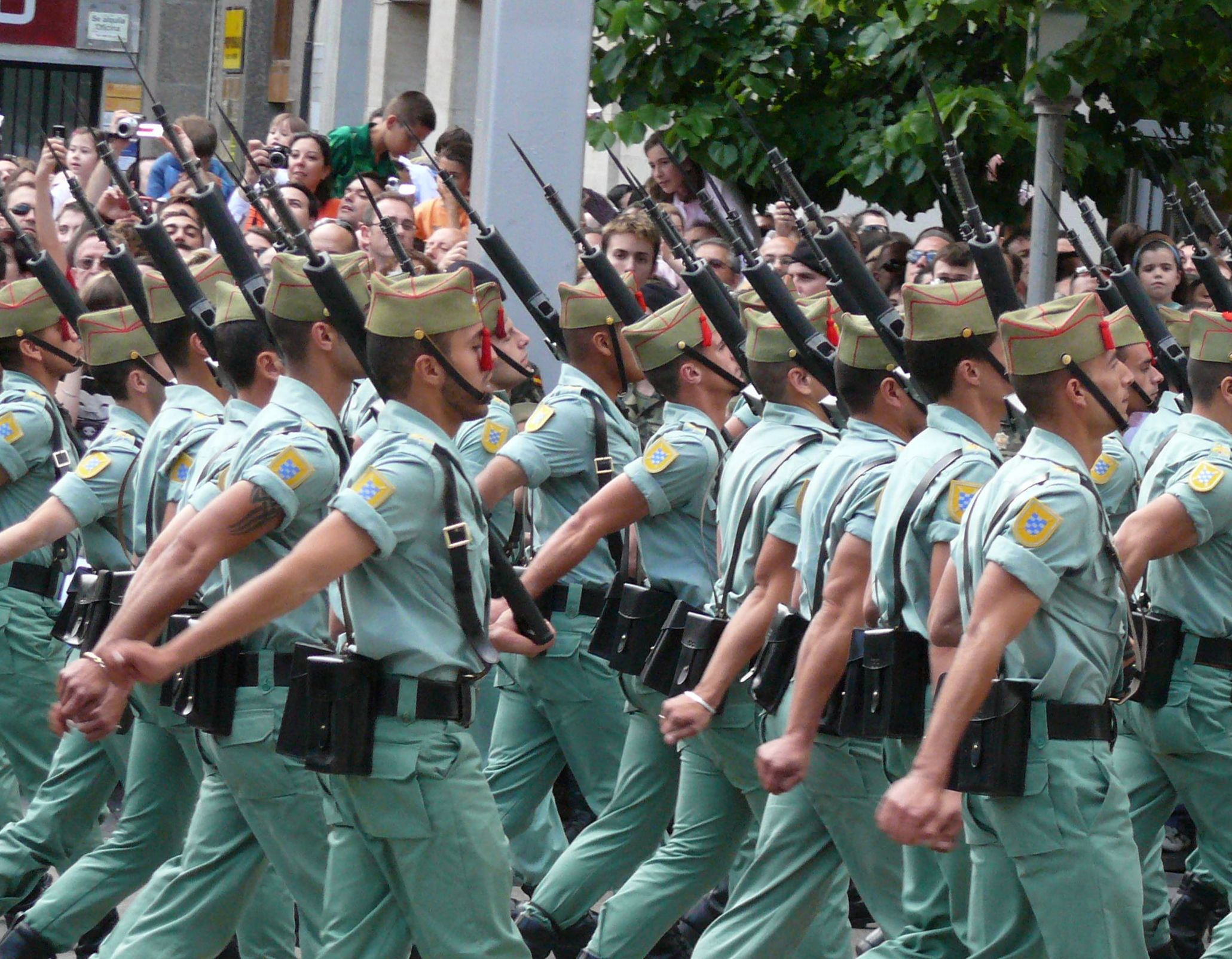

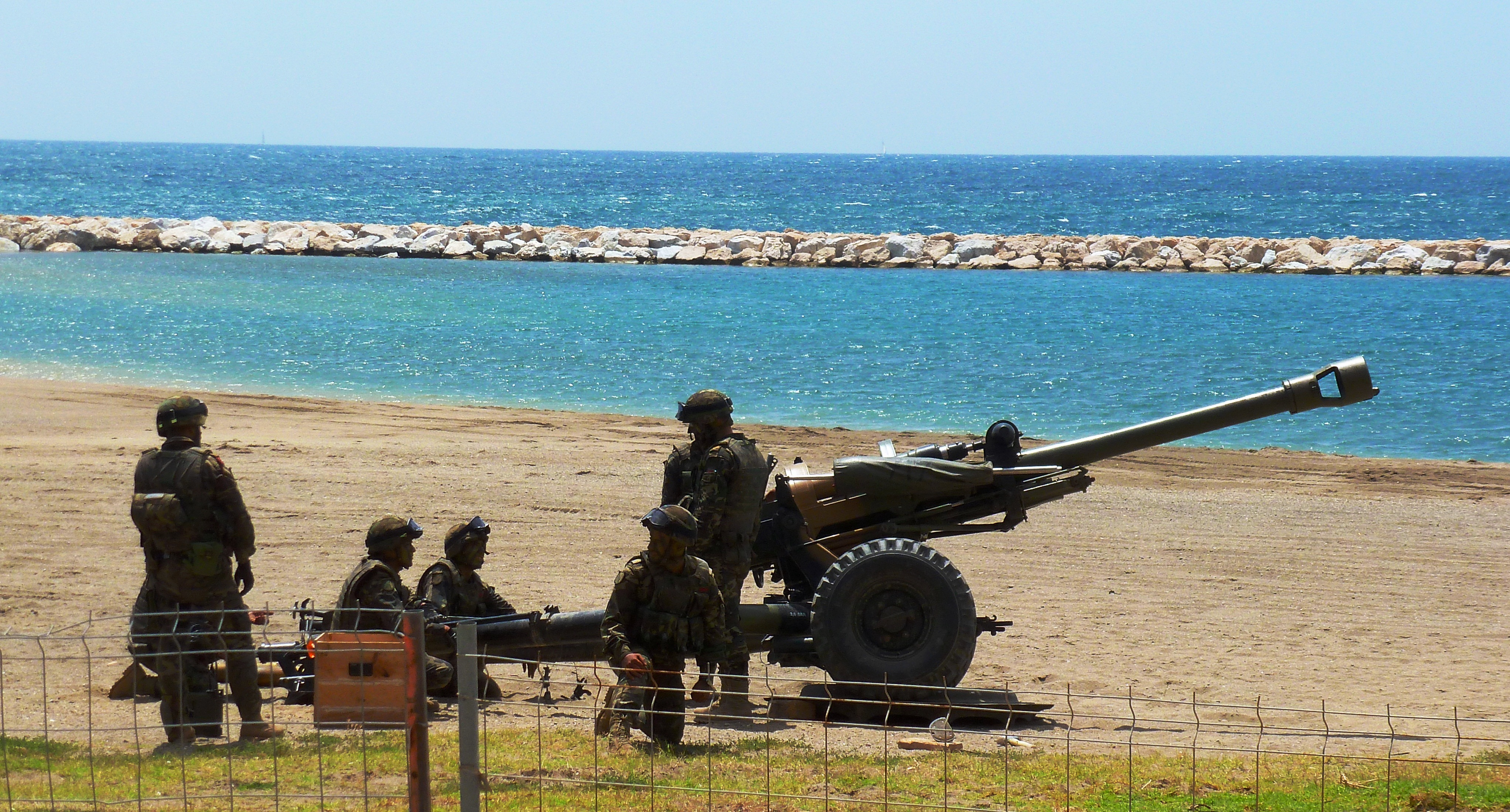

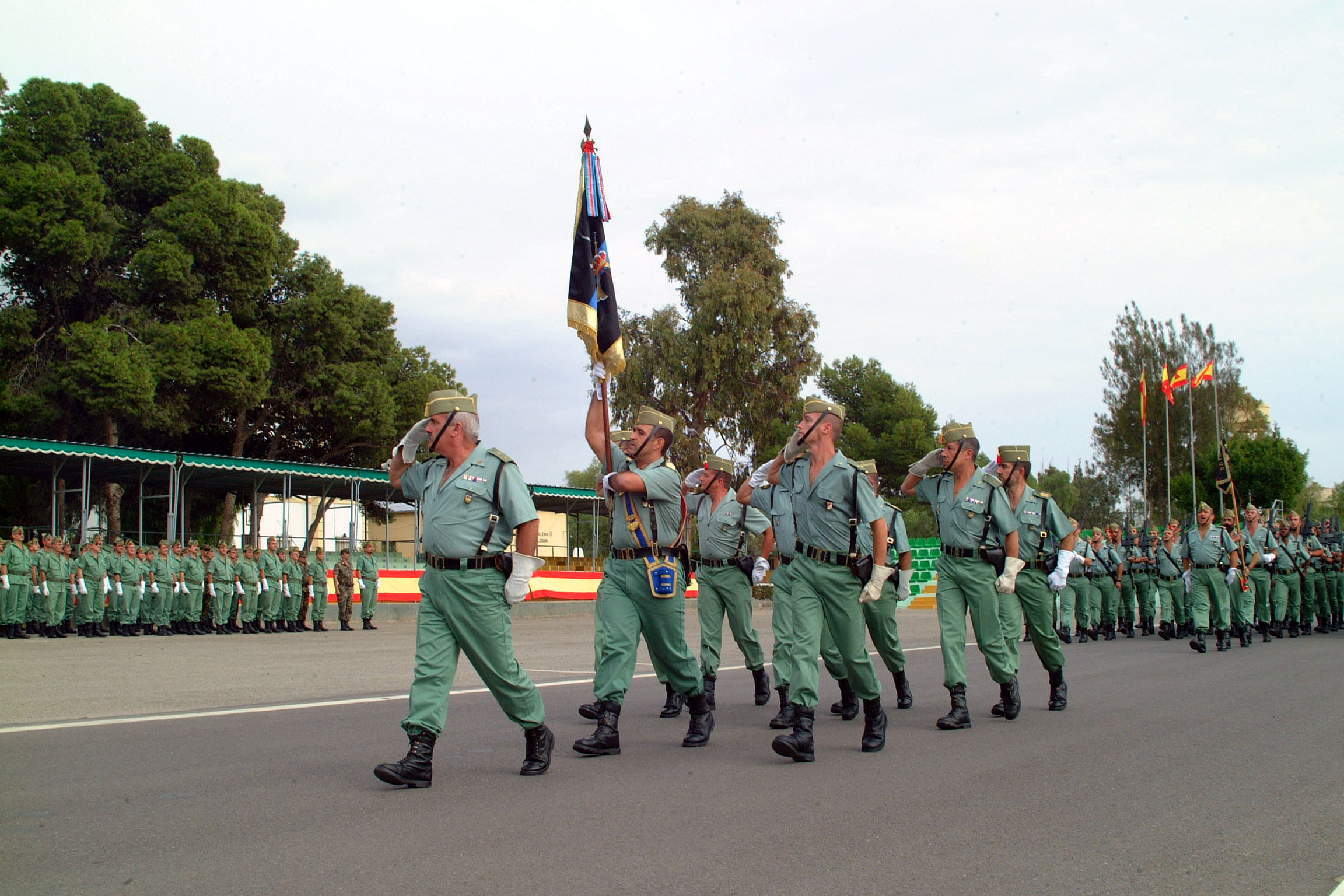

La Légion espagnole est une unité militaire de l'armée de terre espagnole. Elle se compose des unités suivantes :
- la Brigade de la Légion Rey Alfonso XIII aussi appelée BRILEG ;
  - le Quartier Général de la Légion ;
  - le Tercio Gran Capitán 1re de la Légion ;
  - le Tercio Duque de Alba 2e de la Légion ;
  - le Tercio Don Juan de Austria 3e de la Légion ;
  - le Tercio Alejandro Farnesio 4º de la Légion.

La brigade de la Légion (BRILEG) fait partie de la force d'action rapide de l'armée de terre et se compose des bataillons Juan de Austria et Alejandro Farnesio ainsi que d'un certain nombre d'autres unités.
La Légion espagnole (ou Legión Española), autrefois appelée Tercio de Extranjeros (le bataillon des étrangers), fut créée en 1920 grâce aux efforts du lieutenant-colonel d'infanterie José Millán-Astray. Les résultats désastreux de l'armée dans les colonies nord-africaines au début du XXe siècle entraînèrent des troubles en métropole. Millán-Astray en arriva à la conclusion que le pays avait besoin d'une unité de soldats professionnels, avec une certaine dignité morale et un esprit de corps, qui serait comparable à la Légion étrangère française. La Légion espagnole est l'aboutissement et la concrétisation de ses réflexions personnelles.

## Histoire
La Légion est créée par un décret royal du 28 janvier 1920, signé par le ministre de la Guerre, don José Villalba Riquelme. Elle portait alors le nom de bataillon des étrangers. Le but de cette création était de faire face à la difficulté des combats de la guerre du Rif au Maroc ; on pensait alors, comme l'avait fait la France auparavant, que c'était la seule solution pour pallier les défaillances d'une armée de conscrits mal préparés à ces affrontements.
Historiquement, il y avait néanmoins eu une première légion étrangère en Espagne. En 1835, au cours de la guerre civile espagnole, Louis-Philippe avait cédé la Légion étrangère française (forte d'environ 4 000 hommes) à la reine Isabelle II. Mais cette unité avait été dissoute en 1838 et la plupart de ses survivants (environ 500 hommes) décidèrent de rejoindre leur premier employeur, la France.
Le premier commandant de la Légion fut le lieutenant-colonel José Millán-Astray. C'est lui qui lui donna son style particulier et cet aspect « idéaliste ». Cette unité permettait aux étrangers désireux de lutter volontairement au Maroc de s'engager dans l'armée espagnole.
La date de création retenue de la Légion n'est pas celle du décret, mais habituellement celle de l'engagement du premier légionnaire, le 20 septembre 1920.
Initialement, l'unité se composait d'un état-major de commandement et d'administration ainsi que de trois bataillons, disposant chacun d'un état-major, de deux compagnies de fusiliers et d'une de mitrailleuses.
Francisco Franco, alors commandant, était le chef du premier bataillon (Primera bandera) et adjoint de Millán Astray. Ensuite, l'unité fut dirigée par les lieutenants-colonels Valenzuela, Franco (1923-1935) et Yagüe. Le quartier du Roi, à Ceuta, fut la première garnison de la Légion.
Le « bataillon des étrangers », qui s'appela ensuite le « bataillon du Maroc » (Tercio de Marruecos), puis simplement « le Bataillon », prit finalement, à titre définitif, l'appellation de « Légion » (Legión). Elle participa à la campagne du Maroc, de sa création en 1920 jusqu'à la fin, en 1927. L'une de ses actions les plus célèbres de cette époque fut le débarquement de Alhucemas.
Plus tard, elle est employée, en 1934, pour étouffer le soulèvement des Asturies.
Elle participe aussi à la guerre d'Espagne, entre 1936 et 1939, période au cours de laquelle elle atteint le maximum de ses effectifs avec 18 bataillons d'infanterie, un bataillon de chars, un bataillon de génie et un groupe d'opérations spéciales. Elle combat alors au côté des troupes d'origine africaine (appelées « troupes régulières ») et l'expérience de ces troupes aguerries fait beaucoup pour la domination militaire du parti nationaliste.
En 1943, des noms sont donnés aux trois bataillons. Le premier est nommé Gran Capitán avec comme garnison Tauima (dans la zone de Melilla) ; le second Duque de Alba qui siégeait à Riffien (zone de Ceuta) ; le troisième, quant à lui, prend le nom de Don Juan de Austria et comme quartier la ville de Krimda. En 1950, est créé le quatrième bataillon à Villa Sanjurjo (actuellement Alhucemas), il prend le nom de Alejandro Farnesio.
En 1957-1958, elle participa à la guerre d'Ifni, défendant les intérêts espagnols contre les attaques des insurgés marocains ; dix ans après leur victoire au cours de cette guerre, le territoire est rétrocédé au Maroc.
Au milieu des années 1970, la Légion participe aux opérations militaires destinées à défendre le Sahara occidental espagnol contre la « Marche verte » entamée par les Marocains afin de conquérir cette région. Finalement, après l'accord tripartite entre ces deux pays et la Mauritanie, le Sahara occidental est divisé en deux parties, entre le Maroc et son voisin du Sud.
En 1975, avec le retrait espagnol du Sahara, le troisième bataillon déménage pour aller tenir garnison sur l'île de Fuerteventura aux Canaries. Les premiers et deuxième bataillons, quant à eux restent respectivement à Melilla et Ceuta. Le quatrième bataillon est, lui, dissous. Mais en 1981, il est recréé et prend garnison à Ronda (province de Málaga). En 1995, est créée la Brigade de la Légion Rey Alfonso XIII.
Au cours des années 1980, c'est au prix de grandes concessions et de nombreux changements que la Légion réussit à durer. Elle perd son école de formation des officiers et sous-officiers et doit renoncer à certaines de ses particularités, notamment en matière de recrutement.

## Recrutement
Si, à la création et dans les premières années, les étrangers (hispanophones) représentaient jusqu'à 25 % des effectifs, il n'en fut pas toujours ainsi.
Après une période où leur recrutement fut purement interdit (à partir de 1987), il est désormais autorisé, comme au sein des autres unités de l'armée espagnole de recruter des hispanophones (originaires d'Amérique du Sud et de Guinée équatoriale essentiellement).
Pour être engagé en tant que légionnaire, il faut, sans condition de sexe, avoir entre 18 et 28 ans, satisfaire aux tests psychotechniques, médicaux et physiques et être de bonnes mœurs.

## Composition
BRILEG : Brigade de la légion (2 600 hommes) :
- Commandement de la Brileg, installé à Viator
- Groupe d'appui avec un bataillon de quartier général, un bataillon d'appui logistique, un groupe d'artillerie et une unité de sapeurs
- 3e Tercio Don Juan de Austria (en). Régiment d’infanterie mécanisée stationné à Viator avec deux bataillons
- 4e Tercio Alejandro Farnesio (en). Régiment d’infanterie stationné à Ronda avec un bataillon

 Commandements de Ceuta et Melilla :
- 2e Tercio Duque de Alba. Régiment d’infanterie mécanisée stationné à Ceuta avec deux bataillons (1 000 hommes ?)
- 1er Tercio Gran Capitán. Régiment d’infanterie mécanisée stationné à Melilla avec deux bataillons (1 000 hommes ?)

## Idéal
Depuis sa création, la Légion a toujours cultivé le culte du combat et la bravoure face à la mort. Elle prétend, par son enseignement et ses traditions, diminuer la peur naturelle de la mort, favorisant ainsi les actes héroïques, nécessaires à l'origine de cette troupe de choc professionnelle. Une grande partie de cet objectif est réalisée grâce à un endoctrinement de la troupe, qui inclut ce qui est connu comme la « mystique légionnaire », symbolisée dans sa forme définitive par le « credo légionnaire » ainsi que les enseignements du bushido.

### Traditions de la Légion
Différentes traditions et particularités de la Légion :
- Appellation : les légionnaires sont appelés Caballeros Legionarios (chevaliers légionnaires) et, depuis l'intégration des femmes Damas Legionarias (dames légionnaires) ; par ailleurs, ils se considèrent comme les « fiancés de la mort » (los novios de la muerte) ;
- Cris de guerre : (guerre, hérités des débuts de la Légion) : « ¡Viva la muerte! » (Vive la mort !), « ¡A mí la legión! » (À moi la Légion !) et « ¡Legionarios a luchar, legionarios a morir! » (Légionnaires au combat, légionnaires à la mort !)[4],[5] ;
- Apparence : les légionnaires sont autorisés à porter la barbe, ainsi que les tatouages, notamment ceux représentant les insignes de leur unité et/ou des scènes de guerre ; en outre, pour les hommes, la chemise se porte ouverte sur la poitrine, en signe d'exposition de leur cœur à la mort ;
- Pas cadencé : le pas de la Légion est plus rapide (160 à 190 pas par minute) que dans le reste de l'armée espagnole (90 pas par minute) ;
- Mascotte : la mascotte de la légion est un bouc, synonyme de puissance et de force ;
- Processions religieuses : au cours de la Semaine sainte, le corps du Christ, habituellement porté sur les épaules, est porté par les légionnaires à bout de bras, afin de prouver leur foi, leur force et leur endurance.

## Après le Sahara
Après son retrait du Sahara, au cours de la décennie 1970, et son déplacement à Fuerteventura, il s'ensuivit de nombreux problèmes de frustration et de dépression, sans parler de la baisse de la motivation générale.
Les légionnaires en vinrent même à empêcher le décollage de deux avions sur l'aéroport international de l'île en 1979 et 1982[réf. nécessaire].
Néanmoins, au début du XXIe siècle, la Légion est redevenue une unité d'élite, au sein d'une armée professionnelle moderne, entraînée et équipée pour tous les types de missions de combat.

## Appellations
- Tercio de Extranjeros (bataillon des étrangers)
- Tercio de Marruecos (bataillon du Maroc)
- Tercio (le bataillon)
- Legión (à partir de 1937)

## Conflits et faits de guerre
- Guerre du Rif ;
- Défense de Melilla, en 1921 ;
- Débarquement d'Al Hoceima ;

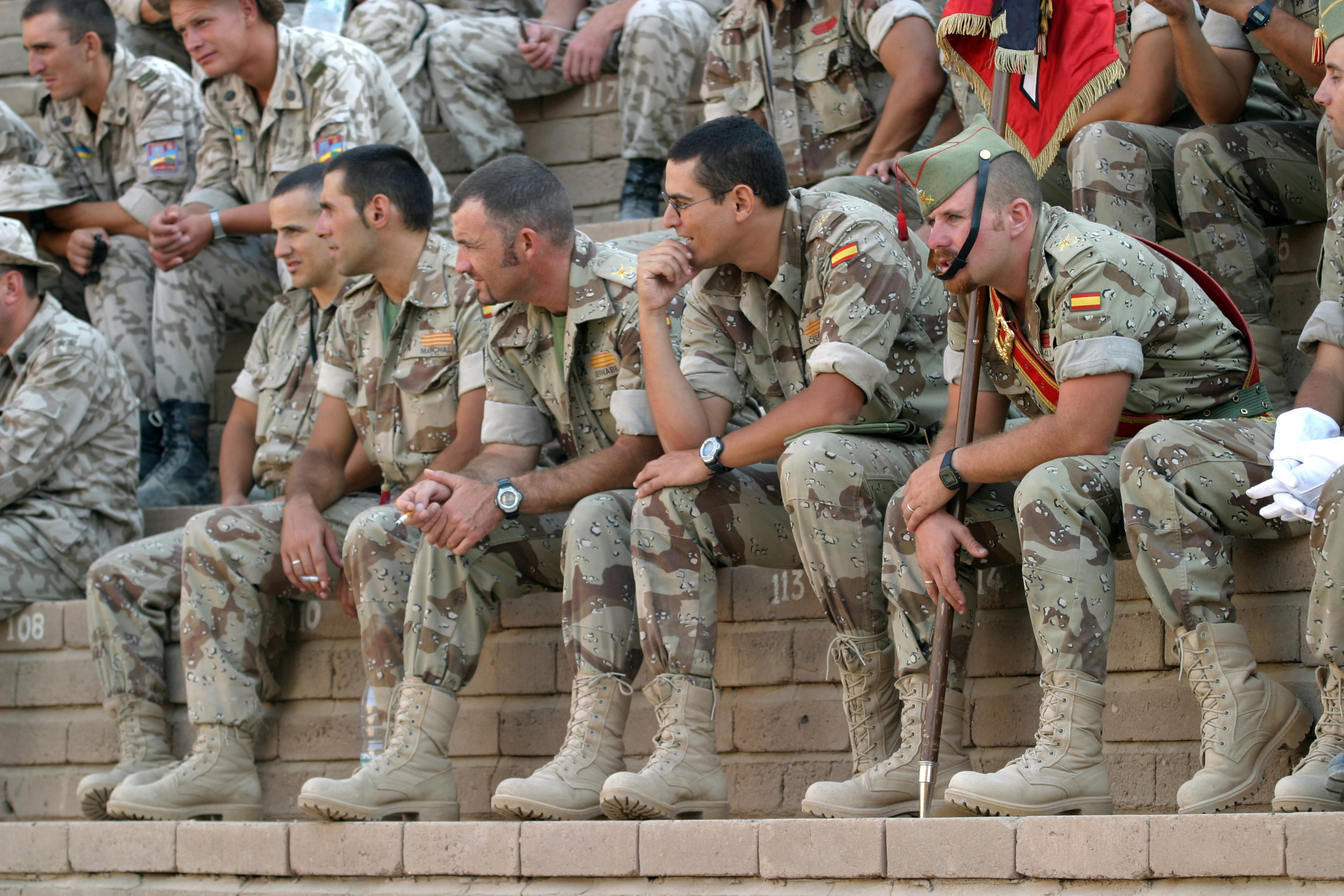
Légionnaires en Irak.

- Répression des soulèvements de 1934 dans les Asturies ;
- Guerre d'Espagne, en 1936-1939 ;
- Guerre d'Ifni, en 1957 ;
- Mission humanitaire en Bosnie, en 1992 ;
- Mission humanitaire en Albanie (opération Amanecer) en 1997 ;
- Participation à la KFOR au Kosovo en 1999 ;
- Opération Enduring Freedom en Afghanistan ;
- Crise de l'îlot Persil en 2002 à la frontière marocaine ;
- Opération de sécurité en Irak.

## Légionnaires célèbres
- José Millán-Astray
- Francisco Franco
- Sixte-Henri de Bourbon-Parme
- Le Britannique Peter Kemp, agent du Special Operations Executive, du MI6, écrivain.
- L'agent de renseignement Luis M. González-Mata[6].

## Galerie d'images

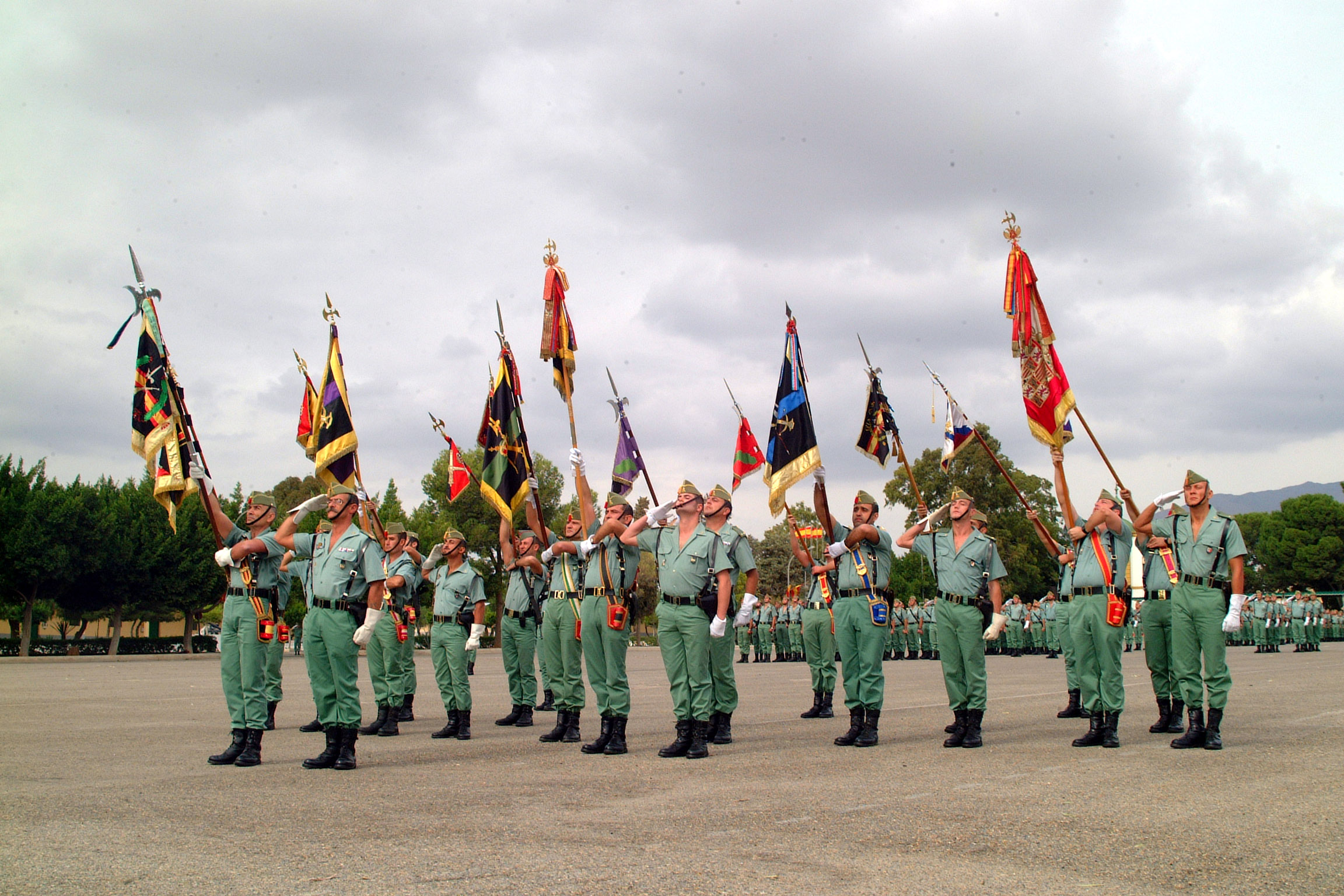
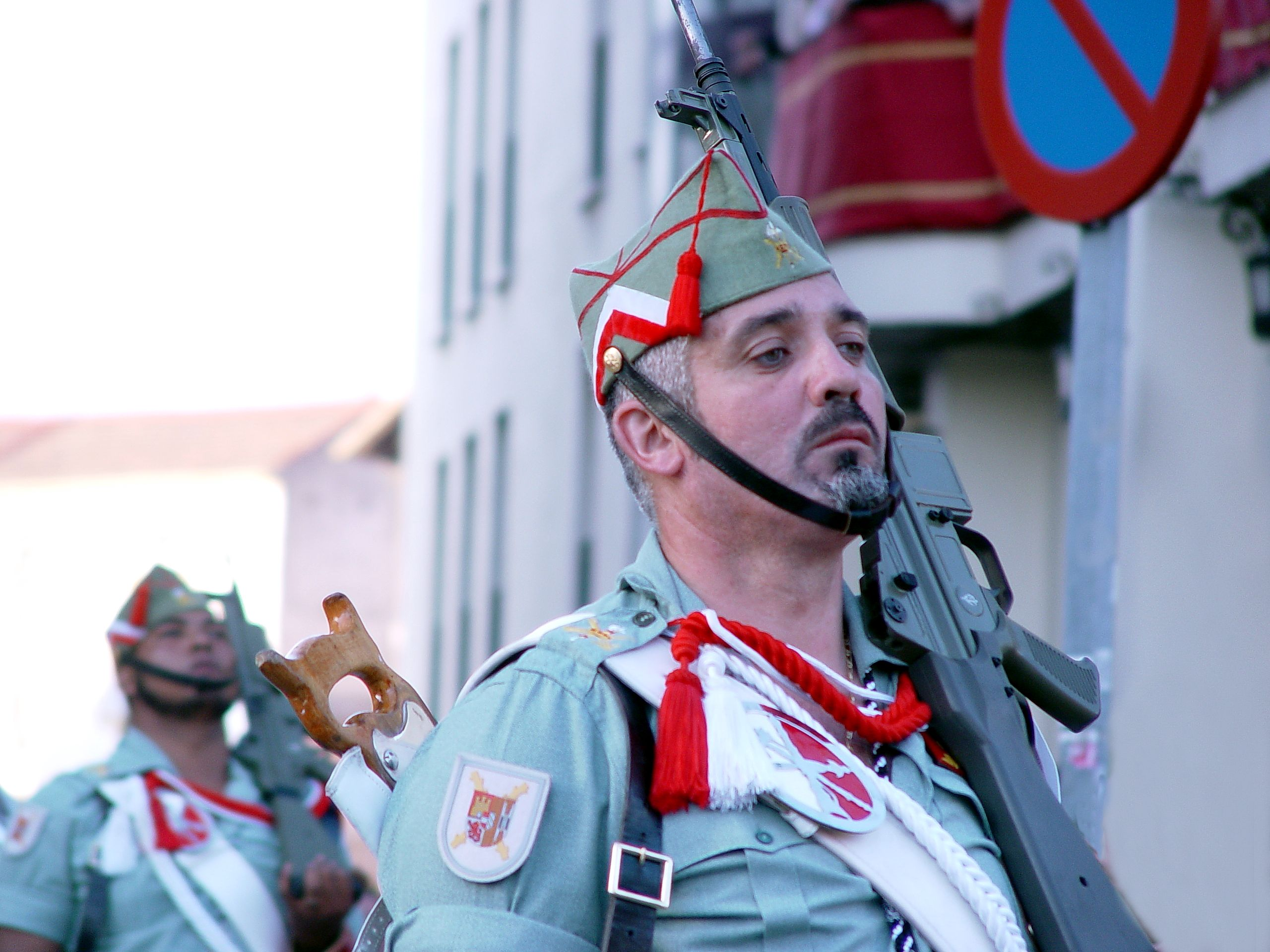
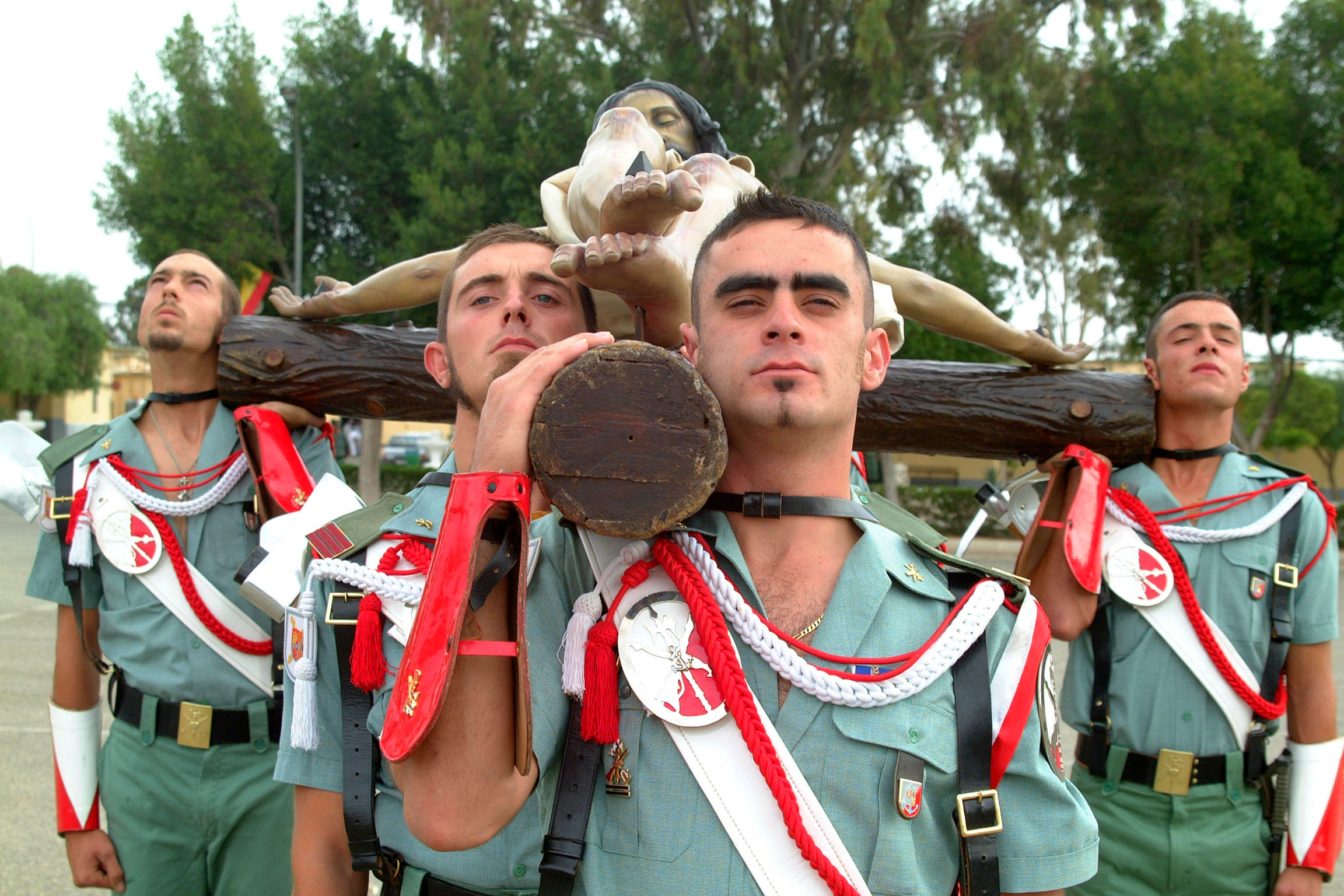
Légionnaires portant le Christ de Bonne Mort pour une procession à Malaga.
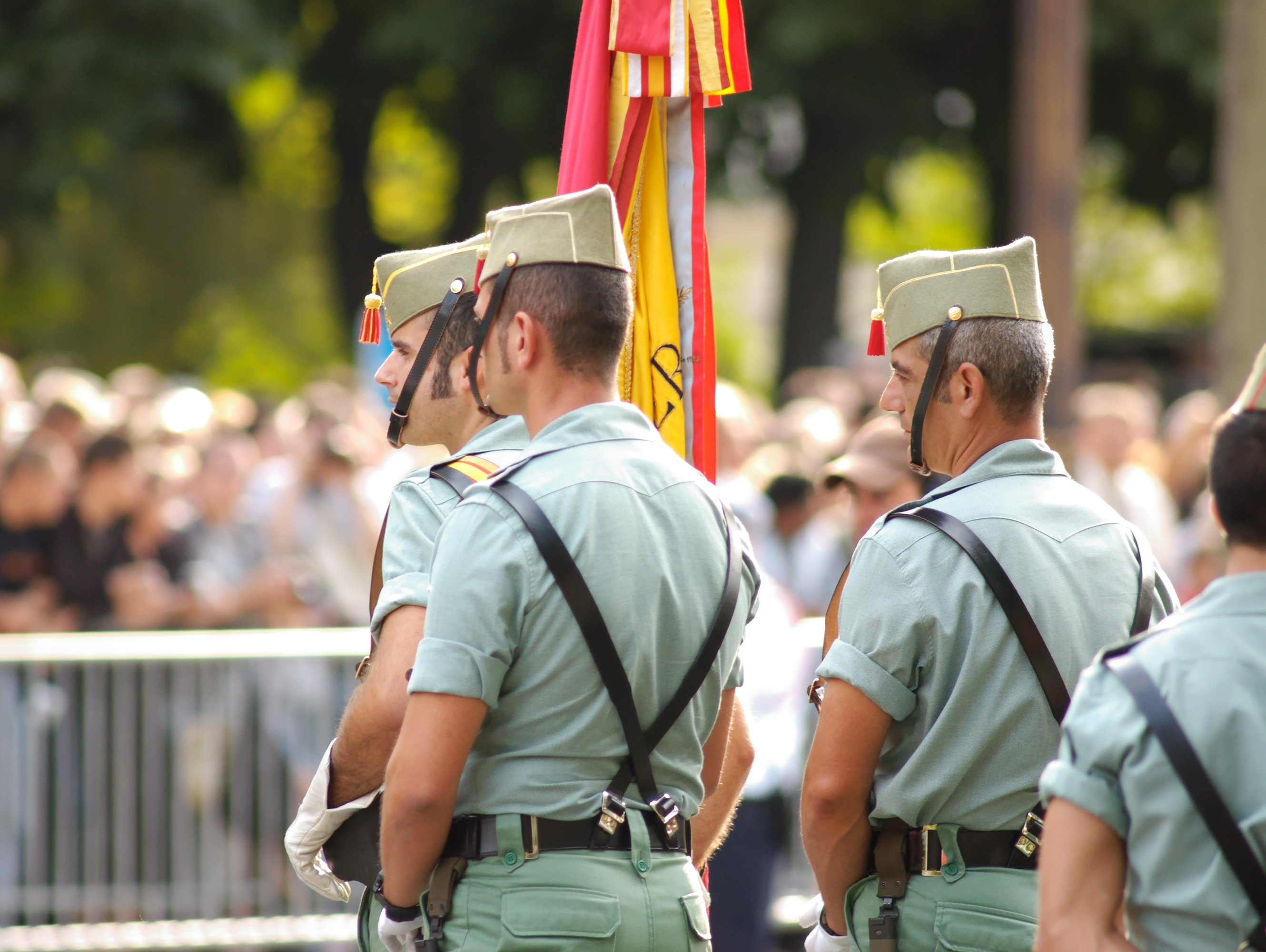
Garde au drapeau lors du 14 juillet 2007 à Paris.